# 徳川宗武
徳川 宗武（とくがわ むねたけ）は、江戸時代中期の武士、歌人、国学者。江戸幕府第8代将軍徳川吉宗の三男。松平定信の実父に当たる。御三卿の一つである田安家初代当主であり、田安 宗武（たやす むねたけ）とも呼ばれる。官位は従三位権中納言。

## 生涯
徳川吉宗の和歌山藩主在任時に生まれ、母は竹本正長の娘・於古牟（本徳院）。幼少より聡明で、荷田在満や賀茂真淵に国学・歌学・万葉を学ぶ。
異母兄・家重に代わり宗武を将軍後継者に推す者もあり、父・吉宗も一時は後継者にと考えたが、第3代将軍家光・駿河大納言忠長の騒動以来の長幼の序を重視し、家重を後継者とした。また、家重の嫡男・家治が聡明であったので、家治の将来に期待して家重を後継者にしたとも言われている。
将軍後継者問題はその後も尾を曳き、家重が将軍となった後、3年間登城停止処分を受ける。弟の宗尹も同罪とみなされ不興を被った。次期将軍に宗武を推した老中・松平乗邑も突如罷免された。その後、第7代将軍家継の生母・月光院の斡旋により登城を赦され、表向きは和解したものの、以後、宗武は生涯にわたり家重と対面することはなかった。
また、宗武自身も将軍就任を望んでいたため、家重の欠点を列挙して諌奏した。そのためかえって大御所となっていた父の吉宗に咎められ、延享4年（1747年）から3年間も謹慎の沙汰を受けた。また吉宗は、自分に反抗した徳川宗春に代えて宗武に尾張藩を継がせる所存であったが、尾張藩の抵抗により断念したと伝えられる。
明和8年（1771年）6月4日に死去。享年57 （満55歳没）。田安徳川家は五男の治察が継いだ。

## 文化活動
- 飛鳥山の故事に見られるように、将軍である父の徳川吉宗は冷泉家の歌壇との結び付きを重視していた。初期は宗武も後世風だったが古風に誠実さを認め、万葉調歌人の一人として名前を残した。寛保2年（1742年）、宗武よりの求めに応じて荷田在満より『国歌八論』が献進されると『国歌八論余言（余言）』を著し論争となり、更に賀茂真淵に意見を求め、真淵は『臆説』を著して論争に参加した。土岐善麿の宗武研究が名高い。
- 故実にも関心が厚かった。吉宗は弓術を好み、故実に沿った諸式の復興を主導していたが、その際に参考にした小笠原持広家伝の書について、宗武が一覧したいと吉宗に重ねて願ったところ、持広の弟子となるよう指示があり、入門後にようやく吉宗からそれらの書籍を伝えられた[注釈 1]。吉宗が再興した弓術儀式である弓場始について、享保19年（1734年）2月28日には、田安家でも伝え興行することを言いつけられた[注釈 2]。

## 年表
※日付＝旧暦
- 正徳5年12月27日（1716年1月21日）、 徳川吉宗の三男として生まれる。幼名・小次郎。母は、お古牟の方（本徳院）。
- 享保14年（1729年）9月27日、元服。宗武と名乗り、従三位左近衛権中将兼右衛門督に叙任。徳川の苗字を称する。
- 享保16年（1731年）1月27日、江戸城田安門内に屋敷および賄料3万俵を賜り、田安徳川家を創設する。これが、後の御三卿の始めである。
- 延享2年（1745年）11月2日、参議に補任。
- 延享3年（1746年）9月15日、賄料10万石を与えられる。
- 明和5年（1768年）5月15日、権中納言に転任。
- 明和8年（1771年）5月27日、出家。　6月4日、死去。享年57。法名：悠然院殿寛山圓休大居士。
- （年月日不詳）、贈権大納言

## 家系

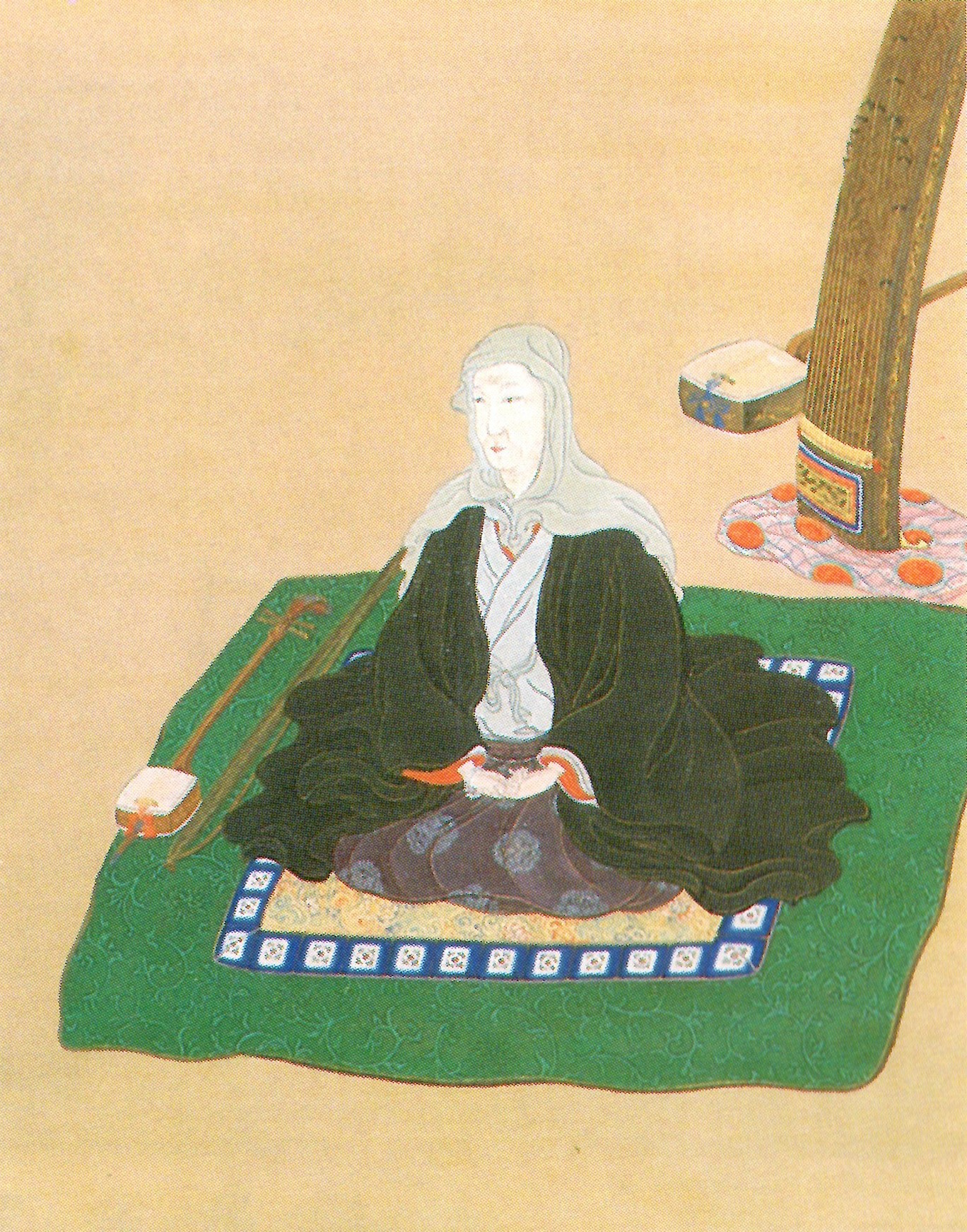
三女：淑姫（円諦院）高伝寺所蔵

宗武は15人の子女に恵まれたが、長男から四男までの男子は全て夭折したため、五男の徳川治察が嫡男となる。
- 正室：近衛通子（宝蓮院殿） - 近衛家久娘
  - 長女：誠姫（1741年 - 1759年） - 伊達重村婚約者
  - 次女：裕姫（1743年 - 1743年）
  - 長男：小次郎（1745年 - 1753年）
  - 次男：銕之助（英菊）（1747年 - 1752年）
  - 四女：仲姫（1751年 - 1779年） - 池田重寛正室
  - 五男：徳川治察（1753年 - 1774年） - 田安徳川家2代
  - 五女：節姫（1756年 - 1815年） - 毛利治親正室
- 側室：山村氏（香詮院）
  - 三女：淑姫（1744年 - 1815年） - 鍋島重茂継室
  - 三男：友菊（1747年 - 1753年）
  - 六男：久松松平定国（1757年 - 1804年） - 伊予松山藩主
  - 七男：久松松平定信（1758年 - 1829年） - 陸奥白河藩主
  - 七女：種姫（1765年 - 1794年） - 徳川治宝正室
  - 八女：定姫（1767年 - 1813年） - 越前松平治好正室
- 側室：毛利氏
  - 四男：乙菊（1752年 - 1753年）
- 側室：林氏
  - 六女：修姫（1756年 - 1820年） - 酒井忠徳正室

## 著作
- 『天降言』歌集
- 『歌体約言』歌論
- 『伊勢物語註』古典注釈書
- 『古事記詳説』古典注釈書
- 『小倉百書童蒙訓』古典注釈書

## 登場作品

### 映画
- 『新吾十番勝負 完結篇』（1960年、演：目黒祐樹）

### テレビドラマ
- 『大岡越前』第3部（1972年、TBS、演：青山隆一）
- 『女盗賊忍び舞い』（1983年、フジテレビ、演：芦田友孝）
- 『八代将軍吉宗』（1995年、NHK大河ドラマ、演：広瀬斗史輝→嶋田伸亨→徳山秀典→山下規介）
- 『逃亡者 おりん』（2006年、テレビ東京、演：倉田てつを）
- 『陽炎の辻 完結編 〜居眠り磐音 江戸双紙〜』（2017年、NHK正月時代劇、演：山本學）
- 『大奥』（2023年、NHK総合ドラマ10、演：松風理咲）※男女逆転設定
- 『大奥』（2024年、フジテレビ木曜劇場、演：陣内孝則）
- 『新・暴れん坊将軍』 （2025年、テレビ朝日、演：駒木根葵汰）

### 漫画
- 『大奥』（よしながふみ）※男女逆転設定